# Токур
То́кур — посёлок городского типа в Селемджинском районе Амурской области России. Административный центр муниципального образования Рабочий посёлок (пгт) Токур.

## География
Расположен на реке Малый Караурак (правый приток Селемджи), в 12 км севернее районного центра, пгт Экимчан. Расстояние до ближайшей железнодорожной станции Февральск — 220 км (на юго-запад).

## История
Населённый пункт впервые упоминается в 1939 году. Основан как посёлок золотодобытчиков близ ключа Токур коллектором Сергеем Фёдоровичем Абрамовым. Первые 100 кг руды были промыты в 1940 году.
Статус посёлка городского типа — с 1949 года.
28 июня 2005 года в соответствии с Законом Амурской области № 25-ОЗ образовано муниципальное образование «Рабочий посёлок (пгт) Токур» и наделено статусом городского поселения.

## Население
| 1959  | 1970  | 1979  | 1989  | 2002  | 2009  | 2010  |
| ----- | ----- | ----- | ----- | ----- | ----- | ----- |
| 3222  | ↘3176 | ↘2665 | ↘2452 | ↘1171 | ↘1067 | ↗1091 |
| 2011  | 2012  | 2013  | 2014  | 2015  | 2016  | 2017  |
| ↘1088 | ↘1077 | ↘1047 | ↘974  | ↘949  | ↘934  | ↘899  |
| 2018  | 2020  | 2021  | 2023  |       |       |       |
| ↘885  | ↘816  | ↘595  | ↘579  |       |       |       |

## Здесь родились
- Лущиков, Геннадий Георгиевич — неоднократный чемпион мира, бронзовый призёр Олимпиады 1976 года по пулевой стрельбе.

## Экономика
Золотодобывающее предприятие, почта, больница.

## Культура
Средняя школа, детский сад, библиотека, Дом культуры.